# Judas em Sábado de Aleluia
O Judas em Sábado de Aleluia é uma peça teatral de Martins Pena, escrita na década de 1840. É uma comédia de costumes, em um único ato, com 12 cenas.

## Enredo
A história se passa no Rio de Janeiro, em 1844, na casa de José Pimenta, cabo da Guarda Nacional, e de suas filhas Chiquinha e Maricota. É Sexta-Feira Santa, e um grupo de crianças prepara um boneco de Judas para a malhação da manhã seguinte. O jovem Faustino vem se encontrar com Maricota, mas quando chega Ambrósio, pretendente mais rico da moça, ele se esconde no Judas. A partir daí, passa a testemunhar, sem ser visto, conversas entre vários personagens - inclusive uma declaração de amor de Maricota por Ambrósio, bastante semelhante à que ela tinha feito há pouco para ele .

## Montagens
Uma montagem histórica da peça foi feita pelo Teatro de Arena em 1954, com direção de Sérgio Britto, e um elenco formado por Eva Wilma, Aracy Cardoso, Sérgio Sampaio, John Herbert, Lulu Rodrigues e José Renato .

## Cinema
Em 1943, o cineasta Humberto Mauro realizou um média-metragem, de 34 minutos com base nesta comédia e com o mesmo título, utilizando como elenco os atores do Radiioteatro da Mocidade .